# Angelo Maria Querini
Angelo Maria Querini, o Quirini, al secolo Gerolamo (Venezia, 30 marzo 1680 – Brescia, 6 gennaio 1755), è stato un cardinale, arcivescovo cattolico e letterato italiano.

## Biografia

### Le origini
Angelo Maria Querini nacque a Venezia il 30 marzo 1680 dai nobili Paolo di Girolamo Querini e Cecilia Giustiniani; fu battezzato nella parrocchia di Santa Maria Formosa appunto con il nome di Girolamo; la sua stessa famiglia discendeva da una delle più antiche e nobili del patriziato veneto, data la sua appartenenza al ramo dei Querini Stampalia: il padre e lo zio paterno appunto, oltre che un nonno paterno, ricoprirono la carica di Procuratori di San Marco; nel 1716, inoltre, la stessa carica sarebbe toccata anche a due dei fratelli di Angelo Maria, Giovan Francesco e Giovanni.

### La prima formazione e gli studi

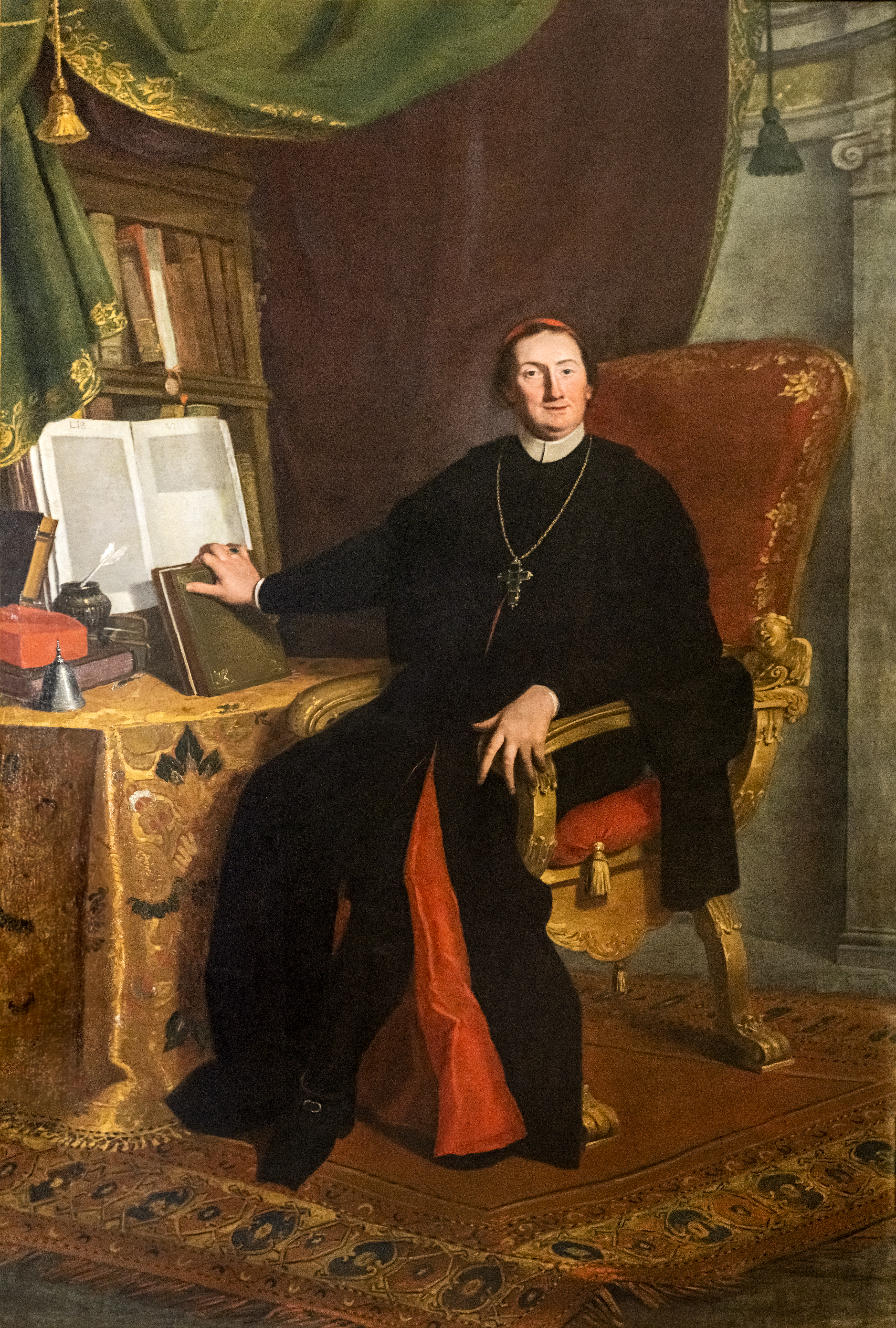
Ritratto di Angelo Maria Querini

All'età di sette anni, dunque nel 1687, il giovane ed il fratello Giovan Francesco furono affidati alle cure dei Gesuiti presso il collegio di Sant'Antonio a Brescia, uno dei più rinomati di tutta l'Italia centrosettentrionale. Ebbe modo di studiarvi per circa otto o nove anni, apprendendo la lingua latina e greca antica, oltre che principi di grammatica, retorica e filosofia ed alcune lingue moderne, come il francese e il tedesco. Benché i Gesuiti volessero che il giovane facesse parte dell'ordine, una volta terminata l'esperienza presso il collegio il Querini, nel 1696, rientrò a Venezia; a quel periodo decise di propria sponte di entrare tra le file dell'ordine benedettino, adottando il nome Angelo Maria. Nondimeno, a seguito di una riforma voluta da Papa Innocenzo XII, l'esperienza non si sarebbe potuta svolgere in Veneto: la scelta si riduceva dunque o a Firenze o a Cesena. Il giovane optò poi per frequentare, nonostante l'opposizione dei parenti, la Badia di Firenze, la quale si configurava essere la più idonea per il tipo di educazione che il giovane voleva per sé. Durante il periodo di prova nella città, prima di essere ufficialmente ammesso nella congregazione, ebbe peraltro modo di incontrare il cardinale Francesco Maria Medici (molto amico di Antonio Magliabechi), il granduca Cosimo III de' Medici, oltre che i suoi figli Ferdinando e Gian Gastone; in seguito, in data 1º gennaio 1698, avvenne dunque la solenne professione dei voti. In quell'ambiente, ricco di dotti e letterati, il giovane Querini ebbe l'occasione di conoscere l'erudito Bernard de Montfaucon, lo stesso Magliabechi, il grecista Anton Maria Salvini, l'antiquario Filippo Buonarroti. Infine, nel 1702, al termine dei propri studi teologici, letterari e filosofici, Angelo Maria si laureò appunto in Teologia e Diritto canonico presso l'Università di Pisa; nello stesso anno si recò poi a Perugia per discutere di alcune tesi teologiche innanzi alla Congregazione cassinese. Tra il 1704 ed il 1705 fu a Venezia, mentre, nel corso del 1706, insegnò lettere greche ai benedettini di Cesena per volontà dell'abate Nincio.

### Il Grand Tour
Ormai all'età di trent'anni il Querini si sentiva pronto per visitare diverse corti e paesi europei, al fine di completare la propria formazione ed educazione; intraprese dunque un viaggio con il fratello Giovan Francesco, accordandosi di partire, nel 1710, da Firenze per recarsi poi a Verona. Progettarono infatti un itinerario che li avrebbe condotti prima in Tirolo, poi in Baviera ed infine nei Paesi Bassi: all'Aia, dove sostarono per circa due mesi, il Querini fu ospite dell'ambasciatore veneto Sebastiano Foscarini, avendo occasione di conoscere tra gli altri Domenico Passionei, legato di Papa Clemente XI, ed il diplomatico Philipp Ludwig Wenzel von Sinzendorf, oltre che lo stesso Duca di Marlborough. Ad Amsterdam conobbe poi Jean Le Clerc, che giudicò assai positivamente il Querini, ed il giansenista Pasquier Quesnel.
Nel gennaio del 1711 i fratelli Querini compirono un breve excursus in Inghilterra, avendo modo di incontrare, tra l'altro, il religioso Gilbert Burnet e lo stesso Isaac Newton; Angelo Maria fu poi accolto con tutti gli onori del caso all'Università di Oxford e visitò, una volta giunto a Londra, la sede del Parlamento. Assistette anche a riti religiosi tipicamente quaccheri e anglicani.

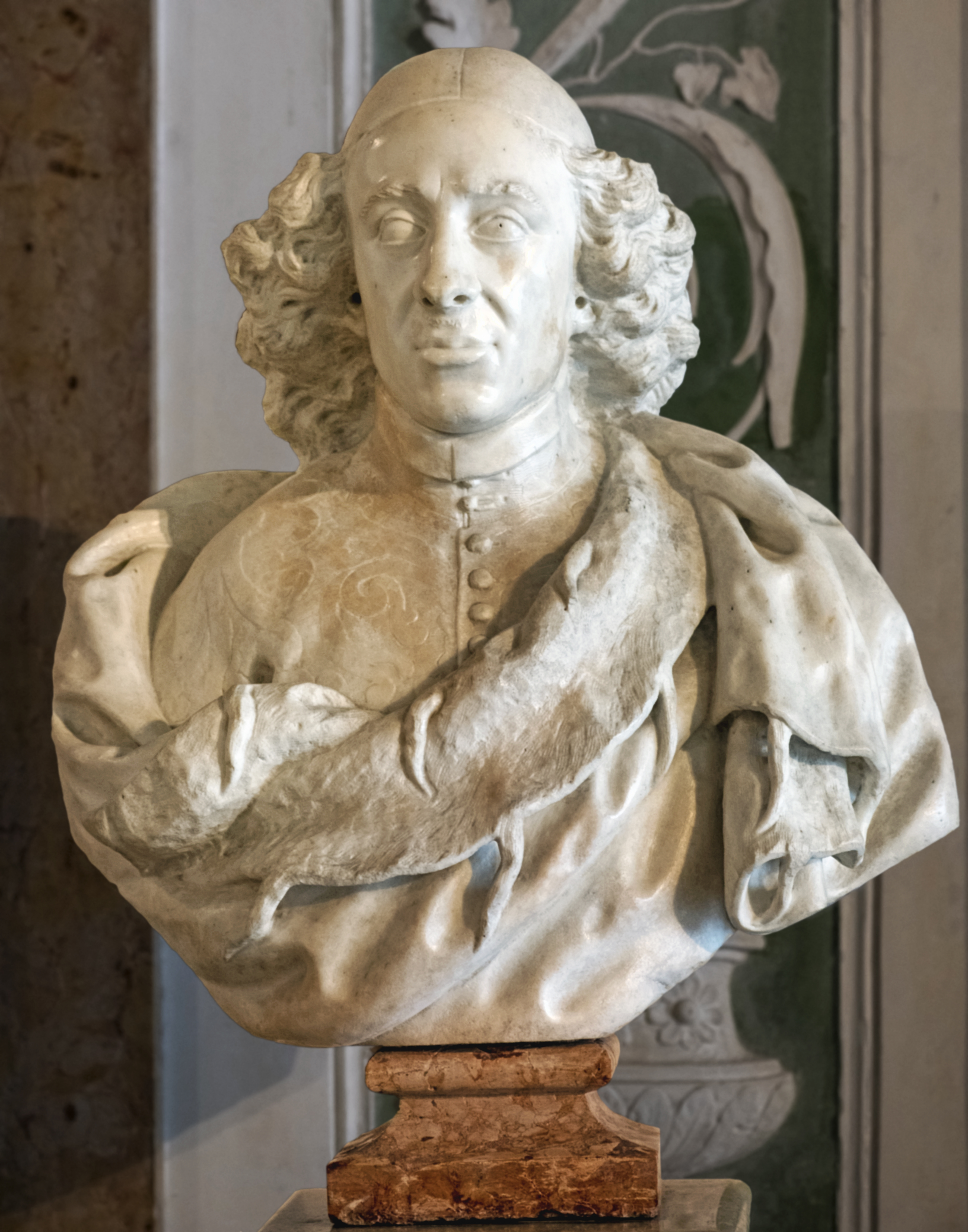
Busto marmoreo di Angelo Maria Querini ad opera di Giacomo Cassetti

Fatto ritorno nei Paesi Bassi, tra la fine di marzo e gli inizi di aprile del 1711, il Querini si recò a Leida per visitarne l'università ed in seguito a Rotterdam, dove vide il monumento ad Erasmo; incontrò poi il calvinista Pierre Jurieu. Spostandosi ad Anversa volle conoscere i bollandisti allora impegnati nella stesura degli Acta Sanctorum, tra i quali figurava Daniel Papebroch; giunto infine a Cambrai intravide soltanto François Fénelon, col quale intrattenne in seguito una relazione epistolare.
Rimase in Francia per circa tre anni, mentre il fratello Giovan Francesco rientrò in Italia nel marzo del 1712; Angelo Maria conobbe figure del calibro di Louis-Antoine de Noailles ed André-Hercule de Fleury, vescovo di Fréjus. Ebbe modo di incontrare anche il filosofo Nicolas Malebranche, lo storico Claude Fleury, Étienne Baluze ed il gesuita Gabriel Daniel. Ripartì nel novembre del 1713 visitando Lione, poi Ginevra, Avignone ed arrivando fino a Marsiglia e Tolone, per poi rientrare definitivamente a Genova nell'aprile del 1714.

### La carriera ecclesiastica
Rientrato dunque in Italia, Angelo Maria fu incaricato dal capitolo della congregazione cassinese di stilare una storia dell'ordine e del monachesimo benedettino, motivo per il quale giunse a Roma nel dicembre del 1714: conosce in tale occasione eruditi come Giusto Fontanini e Prospero Lambertini, futuro Papa Benedetto XIV. Si spostò poi nel regno di Napoli, dove ebbe occasione di estendere le proprie ricerche archivistiche. Nel corso del 1717 poté pubblicare la dissertazione preliminare De monastica Italiae historia conscribenda, mentre era già praticamente pronta la copia scritta del primo capitolo del Monasticon Italicum, con annesso il codice diplomatico dell'abbazia di Farfa; tuttavia, sul momento della pubblicazione papa Clemente XI ne bloccò la tiratura, temendo che lo scritto potesse recare danno alla Santa Sede nel contesto della disputa su Comacchio. Carlo Maiello, revisore ecclesiastico, sconsigliò a Querini la pubblicazione, seguendo le direttive della curia papale.

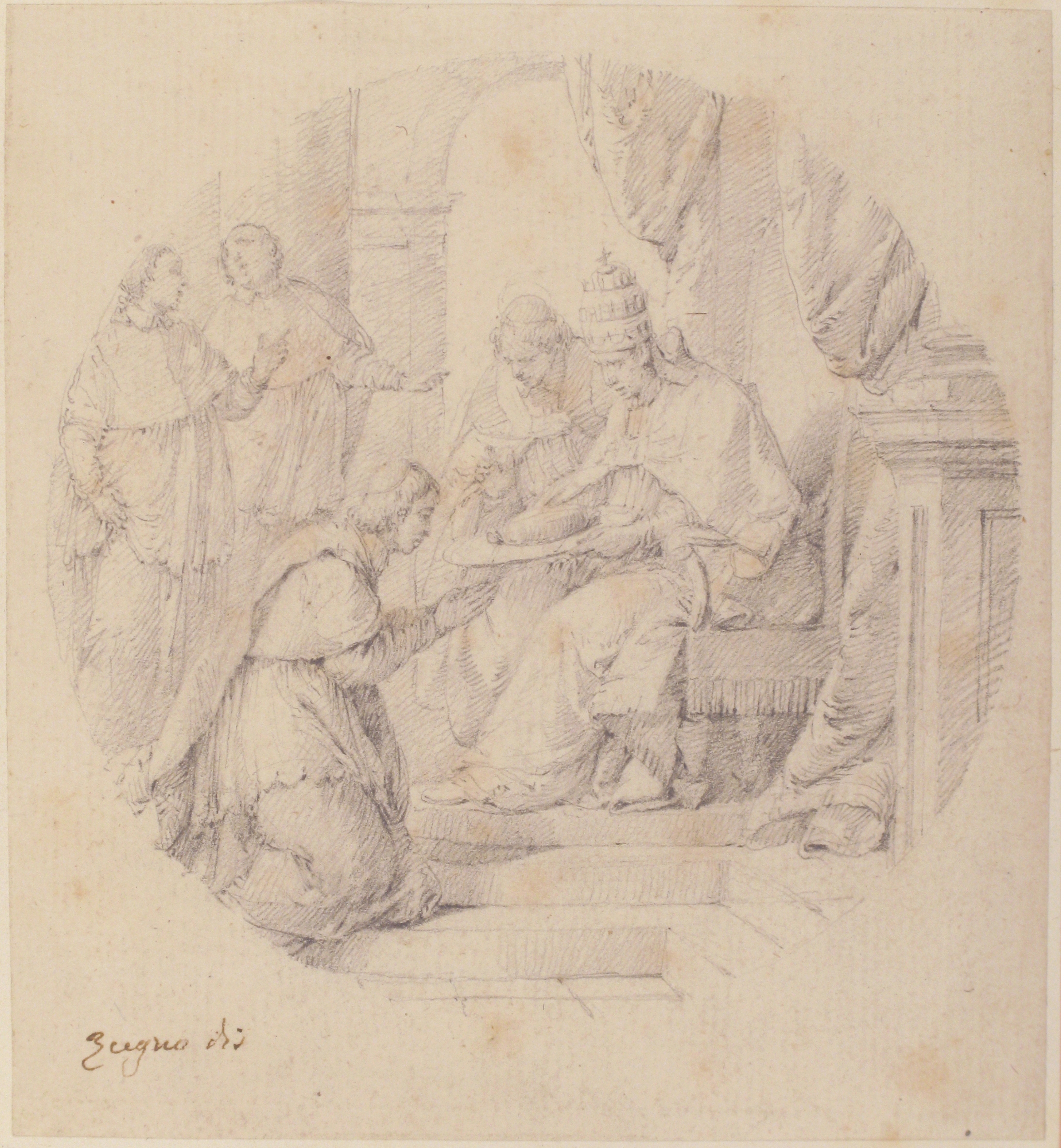
Il Querini mentre viene creato cardinale da papa Benedetto XIII

In seguito fu nominato consultore della congregazione della correzione dei libri liturgici orientali, potendo dunque curare i testi dei libri liturgici della chiesa greca; è a questo punto che, tuttavia, si innescò un altro dissidio con le autorità ecclesiastiche, dal momento che il Querini pubblicò il primo volume del Quadragesimale vetus Graeciae orthodoxae. Il testo fu presentato nel marzo del 1721 a Papa Innocenzo XIII, suscitando però l'indignazione del commissario Francesco Antonio de Simoenibus; per questo motivo, dunque, l'opera fu bloccata e Querini preferì lasciare la città, tornando a Venezia dalla propria famiglia.
A questo punto delicato della propria carriera, sebbene inizialmente gli si prospettò la cattedra episcopale di Bergamo, ricevette infine, nel 1723, la nomina ad arcivescovo di Corfù: data l'indiscussa erudizione di cui egli poteva godere, oltre che un'innata disponibilità al dialogo, i rapporti con il gran protopapa Spiridiòn Vulgari I furono sin da subito sereni e prolifici; nonostante ciò, comunque, il Querini stesso interpretò più che altro il conferimento della carica come un non velato esilio, dati gli scritti stessi dei suoi Commentarii; si dedicò in ogni caso allo studio della cultura e della storia greca tanto che, a seguito proprio di questi approfondimenti culturali e linguistici, pubblicò il dottissimo saggio Primordia Corcyrae, prima a Lecce nel corso del 1725 e poi, in versione più ampia e completa, nel 1738 a Brescia. Ebbe modo anche di raccogliere svariati ed assai rari codici bizantini e greci; carico di questi beni, rientrò a Roma e, in maniera del tutto eccezionale, Papa Benedetto XIII lo nominò, in data 30 luglio 1727, arcivescovo ad personam di Brescia; il giorno seguente lo nominò anche consultore del Sant'Uffizio. Lo creò inoltre cardinale in pectore nel concistoro tenutosi il 9 dicembre 1726, con nome di San Marco, pubblicandolo poi nel concistoro del 26 novembre 1727. Il Querini, tuttavia, si intrattenne alquanto nella capitale, ritardando così il proprio arrivo a Brescia al marzo del 1728.

### La cattedra episcopale a Brescia
Ricevette inoltre il titolo cardinalizio di Sant'Agostino, mentre nel 1728 quello di San Marco e tra il 1735 e il 1750 provvide al rifacimento in stile barocco della basilica romana di San Marco Evangelista al Campidoglio. Data la nomina conferitagli da Clemente XII nel settembre del 1730 a prefetto della Biblioteca apostolica vaticana, le ambizioni del Querini sembravano spingerlo sempre più lontano da Brescia e di riflesso in direzione della capitale; nonostante ciò, il cardinale preferì temporeggiare vista la sua pensione ecclesiastica nella città bresciana, di circa 5000 scudi, gli consentiva di mantenere un certo tenore di vita. Va comunque detto che Angelo Maria tornò diverse volte a Roma, specie tra l'ottobre del 1732 e il maggio del 1733.

#### Il cantiere del Duomo Nuovo a Brescia

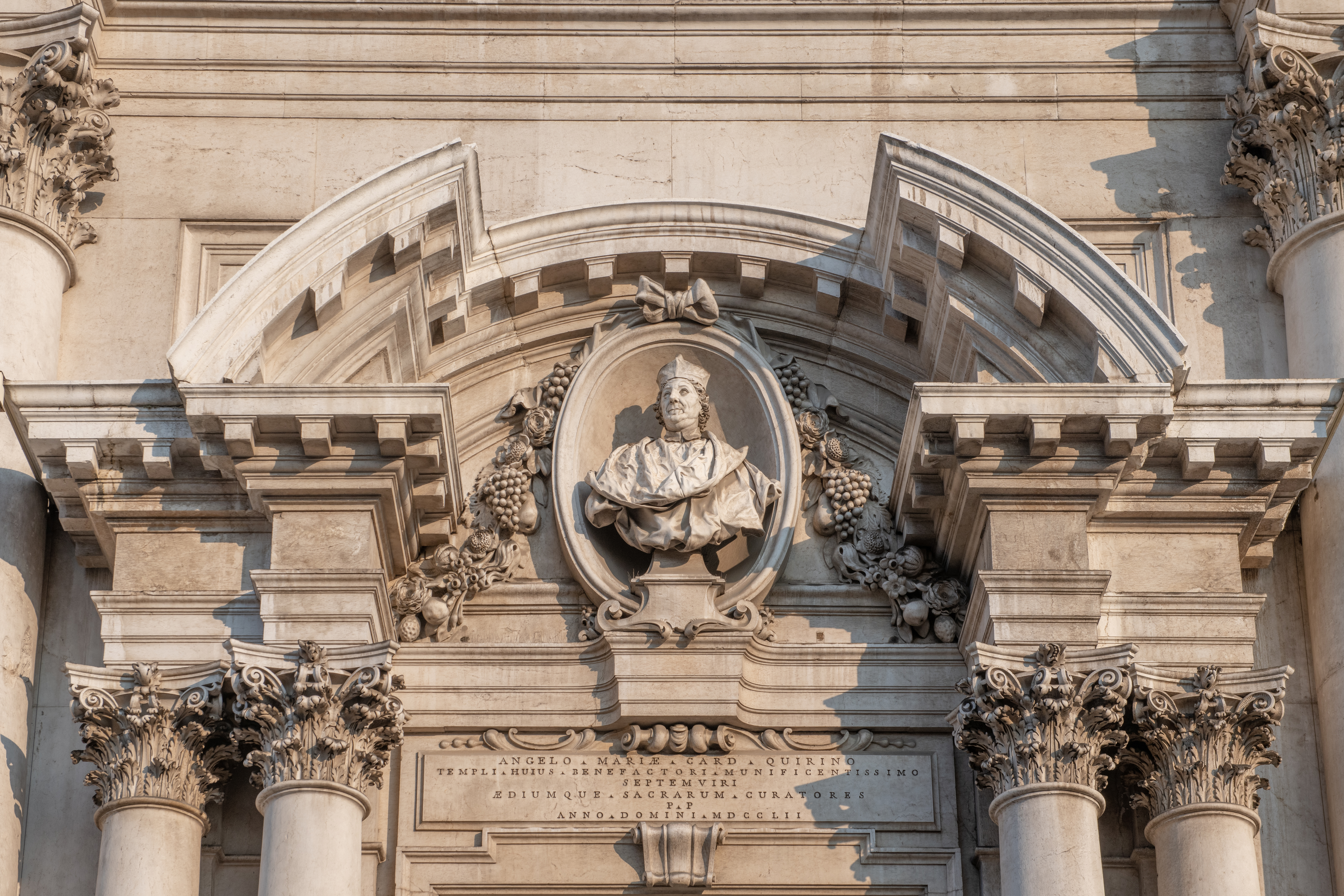
Busto di Angelo Maria Querini posto sopra il portale d'ingresso della cattedrale, realizzato da Antonio Calegari

Il Querini si prodigò sin da subito per far riprendere i cantieri del Duomo nuovo di Brescia, da tempo interrottisi per l'epidemia di peste e per insipienze della cittadinanza; cominciò infatti collo scrivere una lettera aperta alla stessa comunità, nella quale la esortava, in egual misura sia privati che nobili, a partecipare a fondi e sottoscrizioni. In ogni caso, l'imponente edificio di culto fu motivo di ingenti spese per il porporato, che dunque attinse a tutte le proprie nomine e cariche per fare fondo a sufficienti risorse. In particolare, dal 1734 era stato nominato abate commendatario di Leno, consentendogli dunque di saccheggiare l'omonima abbazia per ricavare ulteriore denaro. Tra il 1728 ed il 1737, con già realizzate due navate laterali e due altari di fondo, si completarono anche la sezione del presbiterio e del coro. Nel 1733 diede personalmente a Giacomo Zoboli (allora considerato il massimo pittore operante a Roma dopo Sebastiano Conca) l'incarico di dipingere il grande quadro dell'Assunta con gli Apostoli per l'altare maggiore del Duomo. Il dipinto fu completato a Roma e collocato in Duomo nel 1735. In occasione della Pasqua, il cardinale vi celebrò una solenne messa pontificale con canti e musica liturgica apposita per inaugurare il nuovo altare maggiore e presentare alla città il dipinto di Zoboli; la funzione religiosa era stata tuttavia immaginata per la sola nobiltà e le autorità cittadine, ma data la ressa formatasi presso gli ingressi, il podestà acconsentì dunque ad estendere la celebrazione alla cittadinanza. L'evento fu celebrato in seguito in stampe apposite, medaglie e sonetti che ebbero eco in tutta la penisola.
In seguito, nel corso della Pasqua del 1739, il Querini annunciò la realizzazione della parte superiore della facciata ad opera del Marchetti; le entrate episcopali tuttavia scarseggiavano e non avrebbero potuto sostenere in toto i costi della fabbrica, motivo per il quale Angelo Maria alzò le imposte sui redditi dei benefici ecclesiastici: fu dunque la svolta che permise al cantiere del duomo di essere finalmente concluso, eccezion fatta per la cupola.

### La morte

La biblioteca queriniana di Brescia voluta appunto dal Querini, ospitata all'interno del palazzo Vescovile

Ormai anziano, il cardinale passò l'ultimo periodo della propria vita a Brescia, la quale aveva contribuito a rinnovare sia culturalmente che da un punto di vista prettamente ecclesiastico che religioso; parlando di storiografia, infatti, aveva contribuito a celebrare la storia e cultura della città bresciana scrivendo opere quali il De brixiana literatura, meglio conosciuto come Specimen variae literaturae quae in urbe Brixia ejusque ditione paulo post typographiae incunabula florebat, pubblicata nel corso del 1739. Inoltre nel 1743, tra i tanti ottenuti sino a quel momento, optò per l'assunzione del titolo di Santa Prassede. Viene ricordato nel capoluogo bresciano anche e soprattutto per l'erezione della biblioteca Queriniana, fondata nel 1747 e aperta al pubblico nel 1750, alla quale donò gran parte dei volumi della propria collezione privata, coltivata in particolare grazie ai fortunati acquisti del periodo di Corfù. Recuperò in tale occasione anche i codici inizialmente donati alla Biblioteca Vaticana, grazie ad un indennizzo di circa mille scudi.
Infine, morì a Brescia il 6 gennaio 1755 e fu sepolto nel presbiterio del Duomo Nuovo, vicino all'altare maggiore. Le sue lodi vennero celebrate dal poeta Durante Duranti tramite un'apposita orazione funebre.

## Genealogia episcopale e successione apostolica
La genealogia episcopale è:
- Cardinale Scipione Rebiba
- Cardinale Giulio Antonio Santori
- Cardinale Girolamo Bernerio, O.P.
- Arcivescovo Galeazzo Sanvitale
- Cardinale Ludovico Ludovisi
- Cardinale Luigi Caetani
- Cardinale Ulderico Carpegna
- Cardinale Paluzzo Paluzzi Altieri degli Albertoni
- Cardinale Gaspare Carpegna
- Cardinale Fabrizio Paolucci
- Cardinale Francesco Barberini
- Cardinale Angelo Maria Querini, O.S.B.Cas.

La successione apostolica è:
- Vescovo Lelio Valentino Contessini-Ettorio (1729)
- Vescovo Giovanni Battista Capuani (1729)
- Vescovo Giovanni Battista Tarugi (1729)
- Cardinale Ludovico Calini (1730)
- Vescovo Andrea Duranti (1743)
- Vescovo Alessandro Fé (1746)

## Opere
- Specimen variae literaturae quae in urbe Brixia ejusque ditione paulo post typographiae incunabula florebat (Pars Prima: Poetas latino Aurea et Argenteae Aetatis ed.), Brescia: J.-M. Rizzardi, OCLC 13598367 (1739)
- Specimen varae literaturae quae in urbe Brixia ejusque ditione paulo post Typographiae Incunabula Florebat (Pars Secunda: Grammatica, Oratoria, Poetica, Philosophica, Complectitur. ed.), Brescia: Ex. typ. Giovanni Maria Rizzardi (1739),
- (1749), Commentarii de rebus pertinentibus ad Ang. Mar. cardinalem Quirinum (Commentarii de rebus pertinentibus ad Ang. Mar. cardinalem Quirinum. ed.), Brescia: Ex. typ. Gian-Maria Rizzardi
- (1747), Atti spettanti alla fondazione, e dotazione della Biblioteca Quiriniana a pubblico benefizio eretta in Brescia., Brescia: Ex. typ. Gian-Maria Rizzardi
- (1748), Epistola: ad eminentissimum et reverendissimum Dominum Thomam Philippum, Cardinal de Alsatia, Archiepiscopum Mechliniensem Belgiique Primatem., Brescia
- (1752), De Herculaneo Epistola., Brescia
- (1717), Enchiridion graecorum quod de illorum dogmatibus post schismatis epocham Rom., Bres: Beneventi Ex Typographia Archiepiscopali